# Jonas Dahl (musiker)
 For alternative betydninger, se Jonas Dahl (flertydig). (Se også artikler, som begynder med Jonas Dahl)
 Der er for få eller ingen kildehenvisninger i denne artikel, hvilket er et problem. Du kan hjælpe ved at angive troværdige kilder til de påstande, som fremføres i artiklen.

Jonas Dahl (født 1982) er en dansk sanger og sangskriver, der er en del af det århusianske band Sonja Hald, der vandt P3's KarriereKanonen i 2014. Via sin medvirken i Sonja Hald har han også medvirket i musikkollektivet Keminova Cowboys.
Dahl udgav en solo-EP i 2005 med titlen Jonas Dahl. To år senere udgav han sit debutalbum som solokunstner under titlen Waterfall With Deer, der fik fire ud af seks stjerner i musikmagasinet GAFFA.

## Diskografi

### Solo
- Jonas Dahl (2005, EP)
- Waterfall With Deer (2007)

### Med Sonja Hald
- Vækstplanen (2015)
- Klæk! (2017)
- Supertransformer (2020)

### Med Keminova Cowboys
- Prinsessen Af Jylland (2017)
- Cirkus Danmark (2020)